# Iverson Molinar
Iverson Latrell Molinar Jones, né le 3 décembre 1999 à Panama, est un joueur professionnel panaméen de basket-ball jouant aux postes d'arrière et de meneur.

## Jeunesse
Iverson Molinar a grandi à Panama City, au Panama. Il a déménagé aux États-Unis à l’âge de 15 ans pour jouer pour la Oaks Christian School à Westlake Village, en Californie. En tant que junior à la Covenant Christian Ministries Academy de Marietta, en Géorgie, il a obtenu en moyenne 21,5 points, six rebonds et cinq passes décisives par match. Il a joué pour Veritas National Prep School en terminale. Molinar a également participé à Team Why Not, un programme de l’Amateur Athletic Union fondé par le joueur de la NBA Russell Westbrook. Il s’est engagé à jouer au basket-ball pour l'université d’État du Mississippi, refusant des offres de l’université de l'Arizona et de l'université d’État de l’Arizona, entre autres.

## Carrière universitaire
En universitaire, Iverson Molinar joue pour les Bulldogs de Mississippi State.

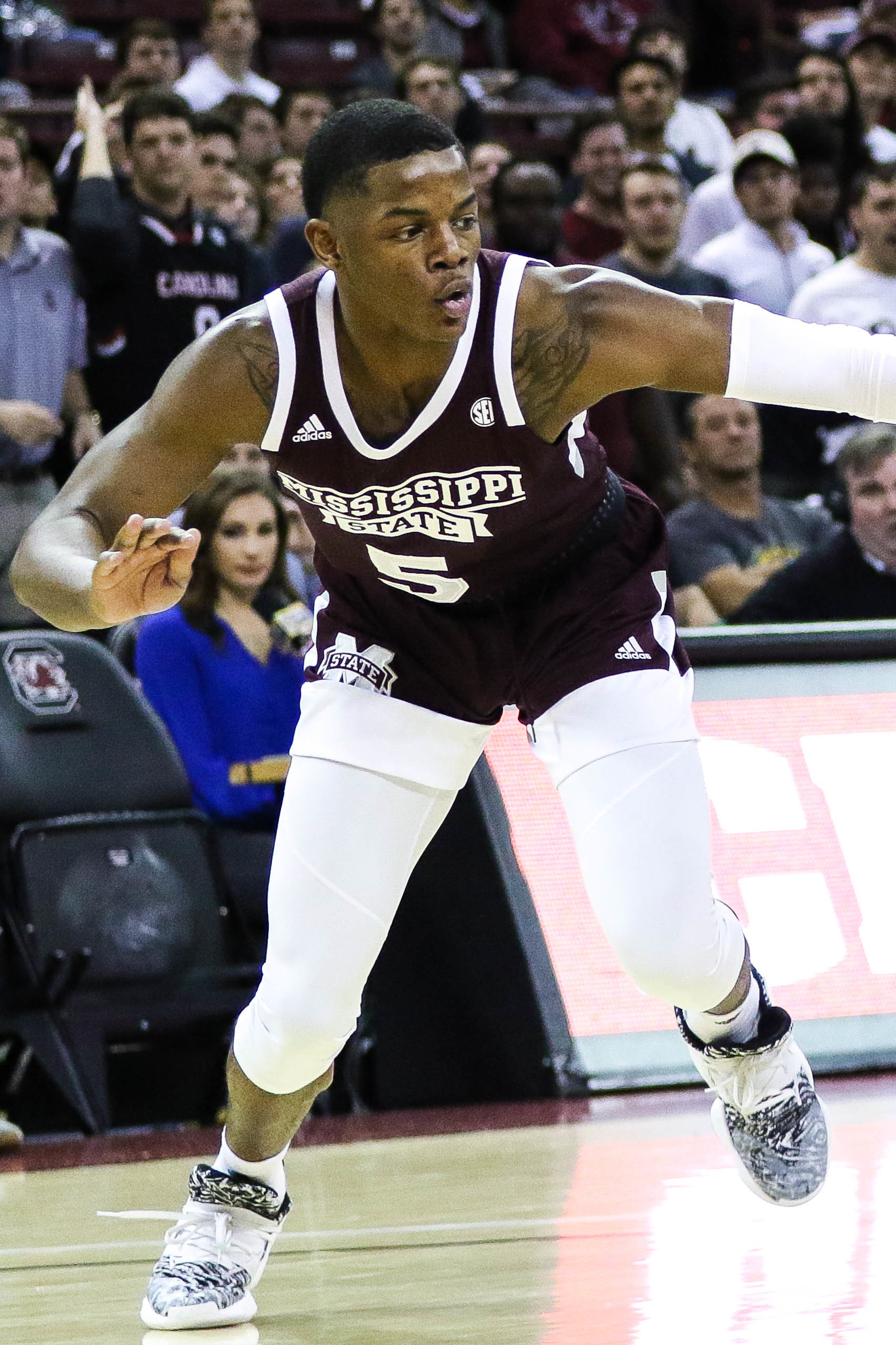
Iverson Molinar avec les Bulldogs

Le 21 novembre 2019, Iverson Molinar a marqué 21 points pour sa première saison dans une victoire de 80-66 contre les Green Wave de Tulane. En première année, il a obtenu en moyenne 5,9 points par match. Il a raté les trois premiers matchs de sa deuxième saison après avoir été testé positif au COVID-19. Le 9 janvier 2021, il a inscrit 24 points, huit rebonds et quatre interceptions lors d'une victoire de 84 à 81 face au Commodores de  Vanderbilt. Il a ensuite été nommé Joueur de la semaine de la Conférence du Sud-Est (SEC). En deuxième année, il a récolté en moyenne 16,7 points, 3,7 rebonds et 2,3 passes décisives par match. Le 12 janvier 2022, il a marqué 28 points lors d'une victoire de 88 à 72 contre les Bulldogs de la Géorgie. Le 25 janvier 2022, il a marqué 30 points, un record en carrière, lors d'une défaite de 74 à 82, après prolongation, contre les Wildcats du Kentucky. Iverson Molinar a été nommé à la Première Équipe All-SEC en tant que junior. En tant que junior, il a obtenu en moyenne 17,5 points, 3,6 passes décisives, 3,1 rebonds et 1,2 interceptions par match. Le 25 mars 2022, il s’est déclaré pour la draft 2022 de la NBA tout en conservant son éligibilité au collège. Il a ensuite signé avec un agent, renonçant à son admissibilité restante.

## Carrière professionnelle

### En club

#### Herd du Wisconsin (2022-déc. 2023)
Après ne pas avoir été drafté en 2022, Iverson Molinar a rejoint les Bucks de Milwaukee pour participer à la NBA Summer League 2022. Le 19 septembre 2022, il signe un contrat non garantit d'un an avec les Bucks pour 1,02 million de dollars. Le lendemain, il est coupé par les Bucks et rejoint les Herd du Wisconsin, l'équipe de NBA Gatorade League affilié aux Bucks. Il inscrit 22 points, son record de la saison, ainsi que 9 passes décisives, le 9 mars 2023, lors d'un victoire 132 à 131 face au Magic de Lakeland. Auparavant, il avait inscrit 21 points le 28 janvier 2023 lors d'une victoire 115 à 112 face au Swarm de Greensboro. Durant la saison 2022-2023, il dispute 23 matchs de saison régulière pour des moyennes par match de 10,1 points, 2,6 rebonds et 2,5 passes décisives en 22,4 minutes de jeu.
Il dispute de nouveau, avec les Bucks, la NBA Summer League 2023 et signe un nouveau contrat avec les Bucks le 2 septembre 2023, avant d'être coupé le même jour. Le 11 novembre 2023, lors de l'annonce du Opening Night Roster pour la saison 2023-2024, il est de nouveau nommé chez les Herd du Wisconsin. Il commence sa saison le 11 novembre 2023 face au Charge de Cleveland avec 8 points et 3 passes décisives en 11 minutes de jeu.

#### Capitanes de Mexico City (déc. 2023-avril 2024)
En décembre 2023, il est envoyé aux Capitanes de Mexico dans un échange à trois équipes. Il dispute son premier match le 10 décembre 2023 face au Blue d'Oklahoma City en inscrivant 2 points, 1 rebond et 1 passe décisive en 17 minutes de jeu. Le 15 janvier 2024, il établit un nouveau record en carrière avec 28 points face aux Spurs d'Austin. Il bat son record le 24 février 2024 face aux Nets de Long Island avec 38 points. Au final, il dispute 32 matchs de saison régulière avec des moyennes par match de 15 points et 3,5 passes décisives en 27,2 minutes de jeu.

#### Ostioneros de Guaymas (avril-mai 2024)
Le 26 avril 2024, il s'engage avec les Ostioneros de Guaymas  dans le championnat de la côte pacifique du Mexique de basket-ball pour la saison 2024. Il dispute 16 matchs de saison régulière pour des moyennes de 19,3 points et 4,4 passes décisives et 5 matchs de playoffs pour 17,4 points et 3,8 passes décisives par match.

#### Hapoel Be'er Sheva B.C. (depuis 2024)
En juillet 2024, il s'engage dans le championnat israélien avec l'Hapoel Be'er Sheva B.C. pour la saison 2024-2025.

### En équipe nationale
Iverson Molinar joue pour les équipes junior du Panama depuis l'âge de 10 ans.
Il fait ses débuts avec l'équipe du Panama en 2017 lors du Championnat des Amériques de basket-ball 2017, finissant avec une moyenne de 3 points par match.

## Statistiques

### En universitaire
Les statistiques par match d'Iverson Molinar en universitaire sont les suivantes:
| Saison    | Équipe            | Matchs | Titul. | Min./m | % Tir | % 3pts | % LF | Rbds/m. | Pass/m. | Int/m. | Ctr/m. | Pts/m. |
| --------- | ----------------- | ------ | ------ | ------ | ----- | ------ | ---- | ------- | ------- | ------ | ------ | ------ |
| 2019-2020 | Mississippi State | 31     | 8      | 15,4   | 48,9  | 37,1   | 76,8 | 1,0     | 1,3     | 0,3    | 0,1    | 5,9    |
| 2020-2021 | Mississippi State | 30     | 29     | 32,6   | 47,8  | 43,6   | 80,4 | 3,7     | 2,3     | 0,9    | 0,1    | 16,7   |
| 2021-2022 | Mississippi State | 34     | 34     | 34,1   | 45,4  | 25,2   | 86,8 | 3,1     | 3,6     | 1,2    | 0,4    | 17,5   |
| Total     | Total             | 95     | 71     | 27,5   | 46,8  | 34,6   | 83,1 | 2,6     | 2,4     | 0,8    | 0,2    | 13,5   |

### En NBA Gatorade League
Les statistiques par match d'Iverson Molinar en G-League sont les suivantes:

#### En showcase Cup
| Saison    | Équipe    | Matchs | Titul. | Min./m | % Tir | % 3pts | % LF | Rbds/m. | Pass/m. | Int/m. | Ctr/m. | Pts/m. |
| --------- | --------- | ------ | ------ | ------ | ----- | ------ | ---- | ------- | ------- | ------ | ------ | ------ |
| 2022-2023 | Wisconsin | 15     | 6      | 17,1   | 47,1  | 21,4   | 73,3 | 2,7     | 2,5     | 0,1    | 0,1    | 6,7    |
| 2023-2024 | Wisconsin | 7      | 0      | 17,6   | 44,0  | 40,0   | 81,8 | 1,3     | 2,4     | 0,7    | 0,1    | 8,7    |
| 2023-2024 | Mexico    | 5      | 1      | 25,0   | 58,5  | 0      | 88,9 | 3,2     | 2,2     | 0,2    | 0,4    | 12,4   |
| Total     | Total     | 27     | 7      | 18,7   | 48,9  | 25,0   | 80,0 | 2,4     | 2,4     | 0,3    | 0,2    | 8,3    |

#### En saison régulière
| Saison    | Équipe    | Matchs | Titul. | Min./m | % Tir | % 3pts | % LF | Rbds/m. | Pass/m. | Int/m. | Ctr/m. | Pts/m. |
| --------- | --------- | ------ | ------ | ------ | ----- | ------ | ---- | ------- | ------- | ------ | ------ | ------ |
| 2022-2023 | Wisconsin | 23     | 12     | 22,4   | 48,5  | 14,3   | 73,5 | 2,6     | 2,5     | 0,6    | 0,2    | 10,1   |
| 2023-2024 | Mexico    | 32     | 15     | 27,2   | 50,0  | 31,7   | 81,0 | 2,5     | 3,5     | 0,5    | 0,3    | 15,0   |
| Total     | Total     | 23     | 12     | 22,4   | 48,5  | 14,3   | 73,5 | 2,6     | 2,5     | 0,6    | 0,2    | 10,1   |

## Palmarès et Distinctions

### Palmarès
Néant.

### Distinctions personnelles

#### En universitaire
- First-team All-SEC (2022)